# Kefersteinia chocoensis
Kefersteinia chocoensis là một loài thực vật có hoa trong họ Lan. Loài này được G.Gerlach & Senghas mô tả khoa học đầu tiên năm 1990.